# Jeffrey Connor Hall
Jeffrey Connor Hall (New York, 3 maggio 1945) è un genetista e biologo statunitense.
Hall è Professore Emerito di Biologia presso la Brandeis University e attualmente risiede a Cambridge, Maine. Ha trascorso la sua carriera esaminando la componente neurologica del corteggiamento e dei ritmi comportamentali del moscerino della frutta. Attraverso la sua ricerca sulla neurologia e il comportamento della Drosophila melanogaster, Hall ha scoperto i meccanismi fondamentali degli orologi biologici e ha fatto luce sulle fondamenta della differenziazione sessuale nel sistema nervoso. 
È stato eletto membro dell'Accademia nazionale delle scienze (Stati Uniti d'America) per il suo lavoro rivoluzionario nel campo della cronobiologia.. Insieme a Michael Rosbash  e Michael W. Young, è stato insignito del Premio Nobel per la fisiologia/medicina nel 2017 "per le loro scoperte sui meccanismi molecolari che controllano il ritmo circadiano".

## Biografia

### Primi anni di vita e istruzione
Jeffrey Hall è nato a Brooklyn, New York, e cresciuto nei sobborghi di Washington DC, mentre suo padre lavorava come reporter della Associated Press, occupandosi del Senato degli Stati Uniti. Il padre di Hall, Joseph W. Hall, lo ha influenzato molto, incoraggiandolo a rimanere aggiornato sugli eventi recenti pubblicati sul quotidiano Ariana: Eunjung Cha, "Nobel in Physiology, medicine awarded to three Americans for discovery of 'clock genes' ", The Washington Post, 2017. 
Da studente brillante delle scuole superiori, Hall progettava di intraprendere gli studi in medicina. All'inizio ha conseguito una laurea all'Amherst College nel 1963. Tuttavia, durante il periodo accademico, ha scoperto la sua passione per la biologia.
Per il suo senior project e per acquisire esperienza nella ricerca, ha iniziato a lavorare con Philip Ives. Hall ha riferito che Ives è stata una delle persone più influenti che ha incontrato durante i suoi anni formativi.
Egli è rimasto affascinato dallo studio della Drosophila melanogaster mentre lavorava nel laboratorio di Ives, una passione che ha pervaso la sua ricerca; sotto la supervisione di quest'ultimo, Hall ha studiato la ricombinazione e l'induzione della traslocazione nella Drosophila. 
Il successo delle sue attività di ricerca ha indotto il dipartimento della facoltà a consigliargli di proseguire i suoi studi presso l'Università di Washington a Seattle, dove l'intero reparto di biologia era dedicato alla genetica.

### Carriera accademica iniziale
Hall ha iniziato a lavorare nel laboratorio di Lawrence Sandler durante la scuola di specializzazione nel 1967. Hanno lavorato insieme sull'analisi dei cambiamenti enzimatici dipendenti dall'età nella Drosophila, soffermandosi sul controllo genetico del comportamento cromosomico nella meiosi.
Hershel Roman ha incoraggiato Hall a proseguire il lavoro post-dottorale con Seymour Benzer, un pioniere della genetica avanzata, presso il California Institute of Technology. In un'intervista, Hall ha descritto Roman come una figura influente nella sua carriera iniziale, in quanto nel laboratorio Roman incoraggiava lo spirito di squadra ed era una guida per professionisti nascenti.
Dopo aver completato il suo lavoro di dottorato, Hall si è unito al laboratorio di Benzer nel 1971. Nel laboratorio di Benzer, ha lavorato con Doug Kankel, che gli ha insegnato la neuroanatomia e neurochimica della Drosophila. Anche se Hall e Kankel hanno fatto grandi progressi su due progetti, Hall ha lasciato il laboratorio di Benzer prima di pubblicare i risultati. 
Nel 1974 ha preso servizio alla Brandeis University come assistente universitario di biologia, dove è diventato noto per il suo stile eccentrico di insegnamento..

### Difficoltà accademiche
Nel periodo in cui lavorava nel campo della cronobiologia, Hall ha affrontato molte difficoltà nel tentare di far valere le sue scoperte. In particolare, il suo approccio genetico agli orologi biologici (vedi sezione gene period) non è stato facilmente accettato dai cronobiologi più tradizionalisti. 
Nel portare avanti la sua ricerca su questo particolare argomento, ha dovuto far fronte allo scetticismo quando ha tentato di mostrare l'importanza di una sequenza di amminoacidi che ha isolato. Mentre lavorava a questo progetto, l'unico altro ricercatore che si dedicava ad un progetto simile era Michael W. Young.
Hall non solo ha fronteggiato ostacoli quando ha tentato di far valere il proprio lavoro, ma ha anche considerato frustrante la politica di finanziamento della ricerca. Infatti queste difficoltà sono uno dei motivi principali per cui lasciò lo studio in questo settore.
Egli pensava che la gerarchia nel campo della biologia stesse impedendo ai ricercatori di portare avanti la loro ricerca. Era convinto che l'attenzione dovesse concentrarsi sulla ricerca individuale; il finanziamento non dovrebbe essere un fattore limitante per lo scienziato, ma, al contrario, fornirgli la flessibilità per perseguire nuovi interessi ed ipotesi.
Ha, inoltre, affermato di amare la sua ricerca e le mosche, ma ritiene che la burocrazia impedisca di eccellere e fare nuovi passi in questo campo.
(Jeffrey Connor Hall)

## Rituale di corteggiamento dellaDrosophila
Lo studio di Hall sul rituale di corteggiamento della  Drosophila è iniziato, in collaborazione con Kankel, per correlare i comportamenti di corteggiamento con il sesso genetico in varie regioni del sistema nervoso (usando i mosaici del sesso del moscerino della frutta), durante gli ultimi mesi dei suoi anni post-dottorali nel laboratorio di Benzer. 
Questo lavoro ha sollecitato il suo interesse per la neurogenetica del corteggiamento della Drosophila e lo ha portato alla successiva ricerca nel campo del corteggiamento della Drosophila.

### Scoperta della connessione diperiod
Alla fine degli anni '70, in collaborazione con Florian von Schilcher, Hall ha identificato con successo le regioni del sistema nervoso della Drosophila che contribuiscono alla regolazione del canto di corteggiamento maschile. Comprese da questo studio che il comportamento durante il canto di corteggiamento era una delle caratteristiche peculiari del corteggiamento stesso e decise di approfondire ulteriormente questo argomento. 
Nella successiva ricerca nel suo laboratorio insieme ad un collega post-dottorale, Bambos Kyriacou, Hall ha scoperto che il canto di corteggiamento di Drosophila veniva eseguito ritmicamente per un periodo di norma di circa un minuto.
Sospettando che la mutazione di period per i cicli di sonno-veglia anomali, scoperti da Ron Konopka alla fine degli anni '60, potesse anche alterare i cicli di canto di corteggiamento, Hall e Kyriakou testarono l'effetto delle mutazioni in period sul canto di corteggiamento. Scoprirono che mutazioni di period influenzavano il canto nello stesso modo in cui cambiavano i ritmi circadiani. L'allele pers  produceva un'oscillazione più breve (circa 40 secondi), l'allele perl produceva un'oscillazione più lunga (circa 76 secondi) e pero produceva un canto che non aveva oscillazioni regolari.

### Neurogenetica
Nella sua ricerca, Hall si è concentrato principalmente su fruitless (gene della Drosophila melanogaster), che ha iniziato a studiare durante i suoi anni di post-dottorato. 
Il mutante fruitless (fru) aveva un comportamento sterile; inoltre corteggiava indiscriminatamente sia le femmine che i maschi, ma non cercava di accoppiarsi con nessuno dei due. Questo comportamento è stato individuato negli anni '60, ma era stato trascurato fino a quando il gruppo di Hall iniziò a studiare ulteriormente l'argomento.
A metà degli anni '90, in collaborazione con Bruce Baker e Barbara Taylor, presso la Stanford University, Hall clonò con successo fruitless. Attraverso la successiva ricerca sul fruitless clonato, Hall confermò il ruolo, in precedenza ipotizzato, di fruitless come principale gene regolatore del corteggiamento. 
Esaminando diverse mutazioni di fru, scoprì che i maschi corteggiavano poco o per nulla le femmine, non producevano il ritmo del canto, che è una componente del corteggiamento, non tentavano mai la copulazione e mostravano un aumento del corteggiamento tra maschi in assenza di proteine FruM.

## Ritmo circadiano del gene e della proteinaperiod
Hall ha lavorato con la Drosophila principalmente per studiare il meccanismo dei ritmi circadiani. Piuttosto che utilizzare il metodo più tradizionale di misurazione della schiusa, Hall ha misurato l'attività locomotoria della Drosophila per osservare i ritmi circadiani.

### Scoperta dell'autoregolazione della proteina PER
Nel 1990, in collaborazione con Michael Rosbash e Paul Hardin, Hall scoprì che la proteina Period (PER) svolgeva un ruolo nella soppressione della propria trascrizione.
Mentre il ruolo esatto di PER era sconosciuto, Hall, Rosbash e Hardin sono stati in grado di sviluppare un modello di circuito a feedback negativo di trascrizione e traduzione (TTFL) che funge da meccanismo centrale dell'orologio circadiano nella Drosophila. In questo modello originale, l'espressione di per portava ad un aumento di PER. Dopo una determinata concentrazione di PER, l'espressione di per diminuiva, causando la diminuzione dei livelli di PER, permettendo nuovamente a per di essere espresso.

### Scoperta della sincronizzazione tra cellule
Nel 1997, Hall faceva parte di un team a cui appartenevano anche Susan Renn, Jae Park, Michael Rosbash e Paul Taghert, i quali scoprirono che i geni, che sono parte del TTFL, sono espressi nelle cellule di tutto il corpo.
Nonostante questi geni fossero stati identificati come necessari all'orologio circadiano, esistevano diversi livelli di espressione in varie parti del corpo; questa differenza è stata osservata a livello cellulare. 
Hall è riuscito a sincronizzare contemporaneamente tessuti separati in diversi cicli luce/buio, ma non è riuscito a rilevare l'elemento che sincronizza le cellule fino al 2003.
Ha scoperto, però, che la proteina del fattore di dispersione del pigmento (PDF) aiuta a controllare i ritmi circadiani e l'attività locomotoria di questi geni nelle cellule. Questo è stato localizzato nei piccoli neuroni laterali ventrali (sLNv) nel cervello della Drosophila. Da questi dati, ha concluso che gli sLNv svolgono il ruolo di oscillatore primario nella Drosophila e il PDF consente la sincronia tra le cellule. Ha ottenuto il Premio Nobel per la Medicina o Fisiologia nel 2017.

### Perfezionamento del modello di circuito a feedback negativo di trascrizione e traduzione
Nel 1998, Hall ha contribuito a due scoperte sulla Drosophila che hanno perfezionato il modello TTFL. La prima scoperta riguarda il ruolo che il criptocromo (CRY) svolge nella sincronizzazione. 
Ha scoperto che CRY è un fotorecettore chiave per la sincronizzazione e la regolazione dell'attività locomotoria. Egli ipotizzò che CRY non fungesse solo da input al sistema circadiano, ma avesse anche un ruolo di pacemaker. 
Nello stesso anno Hall ha scoperto come erano regolati i geni circadiani della Drosophila, per e timeless (tim). Hall ha scoperto che le proteine CLOCK e Cycle (CYC) formano un eterodimero tramite il dominio PAS. Alla dimerizzazione, le due proteine si legano all'elemento promotore dell'E-box dei due geni attraverso il dominio bHLH per indurre l'espressione dell'mRNA per e tim.

## Opere principali
- Development and Neurobiology of Drosophila, Elsevier, 1980
- Genetics and Molecular Biology of Rhythms in Drosophila and Other Insects, Springer Science & Business Media, 2003
- The stand of the U.S. Army at Gettysburg, Indiana University Press, 2003
- Advances in Genetics, Elsevier, 2008

## Premi
- Genetics Society of America Medal (2003)
- Premio Gruber per le Neuroscienze (2009)
- Premio Louisa Gross Horwitz (2011)
- Premio Internazionale Fondazione Gairdner (2012)
- Premio Shaw (2013)
- Premio Wiley (2013)
- Premio Nobel per la fisiologia/medicina (2017)